# Синебородый украшенный колибри
Синебородый украшенный колибри, или Сверкающий люцифер (Calothorax lucifer) — вид колибри небольшого размера. Ареал находится в пустынях и засушливых районах южной части Северной Америки. От юго-западной части Техаса и крайней части юго-запада Нью-Мексико до юго-востока Аризоны. Встречается на севере и в центре Мексики (где происходит зимовка).
Из-за яркого и заметного оперения птицы его название происходит от латинского слова «светоносный». Питание этой крохи состоит в основном из нектара цветов и мелких насекомых (иногда пауков). Синебородый украшенный колибри высиживает 1-2 выводка в сезон, что зависит от условий (в засушливое или в благоприятное время), в этот период самка откладывает в маленьком чашеобразном гнёздышке два белых яичка и высиживает их две недели. Птенцы оперяются 19-23 дня спустя.
Средний вес самца 2,75 г, самки — 3,08 г. Длина около 7,5-9 см. Самки всегда крупнее самцов.

## Внешний вид
У самцов зелёная с металлическим отливом спинка и головка, пурпурная горжетка, белая грудь, темно-желтые бока, белые полосы позади глаз, фиолетовые перья на горле, длинный изогнутый вниз клюв, раздвоенный хвост. Самки же окрашены почти также, но более тускло, с таким же клювом, но шейка и внешние перья хвостов белые.